# Je suis sous...
Albums de Claude Nougaro
Le Cinéma
(1962) Les grands auteurs & compositeurs interprètes
(1964)
Je suis sous... est un 33 tour 25cm de Claude Nougaro. Il sort en juin 1964 sous le label Philips. Initialement sans titre, ce disque est aujourd'hui généralement appelé Je suis sous...

## Autour de l'album
- Référence originale : Philips 76570

## Titres
| 8 titres | 8 titres                                | 8 titres       | 8 titres      | 8 titres | 8 titres | 8 titres | 8 titres | 8 titres | 8 titres |
| No       | Titre                                   | Paroles        | Musique       | Durée    |          |          |          |          |          |
| -------- | --------------------------------------- | -------------- | ------------- | -------- | -------- | -------- | -------- | -------- | -------- |
| 1.       | Mon assassin                            | Claude Nougaro | Jacques Datin | 3:09     |          |          |          |          |          |
| 2.       | La Marche arrière                       | Claude Nougaro |               | 2:09     |          |          |          |          |          |
| 3.       | Il y avait une ville (nouvelle version) | Claude Nougaro | Jimmy Walter  | 2:59     |          |          |          |          |          |
| 4.       | Parler aux femmes                       | Claude Nougaro |               | 2:40     |          |          |          |          |          |
| 5.       | Je suis sous...                         | Claude Nougaro | Jacques Datin | 3:11     |          |          |          |          |          |
| 6.       | Sensuel                                 | Claude Nougaro |               | 3:29     |          |          |          |          |          |
| 7.       | Les P'tits Bruns et les Grands Blonds   | Claude Nougaro |               | 1:57     |          |          |          |          |          |
| 8.       | Regarde-moi                             | Claude Nougaro |               | 3:10     |          |          |          |          |          |
| 22:43    |                                         |                |               |          |          |          |          |          |          |